# Bad Berleburg
Bad Berleburg es un municipio situado en el distrito de Siegen-Wittgenstein, en el estado federado de Renania del Norte-Westfalia (Alemania), con una población a finales de 2016 de unos 19 261 habitantes.
Se encuentra ubicado en la zona centro-sur del estado, en la región de Arnsberg, cerca de la desembocadura del río Oderborn en el Eder y de la frontera con los estados de Hesse y Renania-Palatinado.